# Ponna
Ponna ist eine italienische Gemeinde (comune) mit 233 Einwohnern (Stand 31. Dezember 2024) in der Provinz Como in der Lombardei.
Der Name Pona kommt vom griechischen Peona, was Pfingstrose bedeutet, andere leiten ihn von Epona, einer antiken Gottheit des Krieges, ab. De Witt sagte stattdessen, dass die Etymologie auf Ponna Lepontic zurückgeht, demnach ist er etruskischen Ursprungs.

## Lage und Einwohner

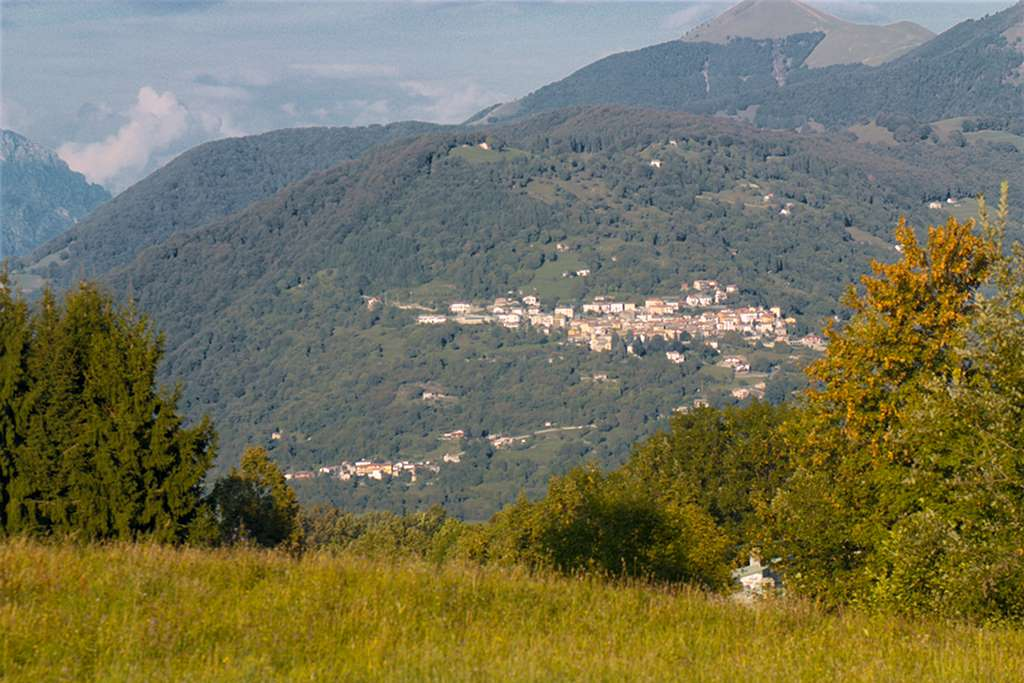
Panorama über Ponna

Die Gemeinde liegt etwa 20 Kilometer nördlich von Como im Val d’Intelvi und gehört zur Comunità montana del Lario Intelvese. Sie besteht aus drei Fraktionen: Ponna Superiore (870 m ü. M.), Ponna di Mezzo (760 m ü. M.) und Ponna Inferiore (600 m ü. M.). Die Nachbargemeinden sind Claino con Osteno, Alta Valle Intelvi, Laino, Colonno, Sala Comacina und Tremezzina.
|  |  |  |  |

## Geschichte
Ponna wurde in der Römerzeit bewohnt, wie ein Grabfund zeigt. Dieses lag 100 Meter vom Turm der Ponna und enthielt eine große Terrakotta-Vase und eine Idria aus dem gleichen Material (jetzt im archäologischen Museum von Como). Ein christliches Grab fand sich im Fundament eines Hauses im Zentrum von Ponna. Das Dorf unterstand der Stadt Como (12. Jahrhundert) und später den Visconti (14. Jahrhundert), die es im Lehen mit Val d’Intelvi (1416) an die Rusconi vergaben.
Ponna Superiore, di Mezzo und Inferiore wurden in 1756 in einer einzelnen Gemeinde gesammelt. 1815 wurde in Ponna Inferiore eine Schule und die Verwaltung des beliebten Pfarrers Giovanni Battista Barelli eingerichtet. Vielleicht entstand daraus das populäre Sprichwort, das heute jedoch einen abwertenden Sinn hat: „nach dem Studium an der Universität Ponna“.
1917 begann das touristische Erwachen von Ponna, mit dem Bau der Straße Laino–Ponna–Boffalora–Pigra.

## Bevölkerung
| Bevölkerungsentwicklung' | Bevölkerungsentwicklung' | Bevölkerungsentwicklung' | Bevölkerungsentwicklung' | Bevölkerungsentwicklung' | Bevölkerungsentwicklung' | Bevölkerungsentwicklung' | Bevölkerungsentwicklung' | Bevölkerungsentwicklung' | Bevölkerungsentwicklung' | Bevölkerungsentwicklung' | Bevölkerungsentwicklung' | Bevölkerungsentwicklung' | Bevölkerungsentwicklung' | Bevölkerungsentwicklung' |
| ------------------------ | ------------------------ | ------------------------ | ------------------------ | ------------------------ | ------------------------ | ------------------------ | ------------------------ | ------------------------ | ------------------------ | ------------------------ | ------------------------ | ------------------------ | ------------------------ | ------------------------ |
| Jahr                     | 1593                     | 1751                     | 1805                     | 1853                     | 1901                     | 1911                     | 1931                     | 1951                     | 1971                     | 1991                     | 2001                     | 2011                     | 2020                     |                          |
| Einwohner                | 158                      | 305                      | 300                      | 397                      | 544                      | 613                      | 523                      | 489                      | 331                      | 289                      | 262                      | 267                      | 232                      |                          |

## Sehenswürdigkeiten
- Kirche San Giacomo[2]
- Kirche San Gallo (17. Jahrhundert/1773), Architekt: Ambrogio Di Valsolda[3]
- Oratorium San Bartolomeo[4]

## Persönlichkeiten
- Familie Marmori
  - Francesco Marmori (* um 1520 in Ponna; † 1594 in Bad Radkersburg), Militäringenieur, Mitarbeiter von Domenico dell’Allio, setzte dessen Arbeiten am Landhaus in Graz fort.[5]
  - Pietro Marmori (* 1700 in Ponna Superiore; † nach 1731 ebenda ?), Baumeister in Moncalieri[6]
  - Don Umberto Marmori (* 1885 in Ponna; † 18. Januar 1945 in Cernobbio), im Mai 1910 zum Priester geweiht, war er Vikar in Lenno von 1910 bis 1921. Anschließend war er 1921 bis 1933 Pfarrer vor Plesio. Er wurde Propst von Cernobbio. 1934 half vielen Soldaten und Juden, ins Ausland zu entkommen. Er wurde am 24. Januar 1944 von der Schutzstaffel (SS) verhaftet und ins San-Vittore-Gefängnis in Mailand gebracht. Seine Festnahme wurde am 27. Februar 1944 öffentlich bekannt gegeben. Im Mai 1944 wurde ihm ein Exil in Bergamo zugewiesen. Schwer krank und mit offensichtlichen Anzeichen erlittener Folter, wurde er am Abend des 16. Januar 1945 nach Cernobbio zurückgebracht, wo er am 18. Januar 1945 starb.

- Künstlerfamilie Soldati
  - Giuseppe Soldati (* um 1525 In Ponna; † nach 1559 in Prag), Baumeister, zusammen mit dem Steinmetz Giovanni da Campione und dem Baumeister Giovanni Maria Aostalli erstellte er 1559 einen Kostenvoranschlag für die geplante Landrechtstube auf der Prager Burg[7]
  - Antonio Soldati (* um 1650 in Ponna; † nach 1694 in Broumov ?), Stuckateur, Cousin des Tommaso. Er begann seine Laufbahn beim Architekten Carlo Lurago. Zusammen mit Tommaso stuckierte er 1687–1694 die Kirche St. Veit in Broumov, die von Martino Allio erbaut worden war.[8]
  - Tommaso Soldati (* 1665 in Ponna; † 1743 in Ludwigsburg), Schwager von Diego Carlone und Donato Giuseppe Frisoni; arbeitete in Tschechien zuerst im Stift Broumov und ab 1697 in Prag: Jesuitenkirche am Karlsplatz; Palais Toskana; Schloss Zbraslav. Ab 1709 im Schloss Ludwigsburg, Stuckateur, 1704–1707 arbeitete er im Palais Lobkowitz (Prag) in Prag und Palais Lobkowitz (Wien) in Wien und ab 1709 im Residenzschloss Ludwigsburg[9][10]

- Künstlerfamilie Barelli
  - Giovanni Battista Barelli (* um 1640 in Ponna Inferiore; † 1705 in Mainz), Maurermeister in Udine und am Mainzer Dom[11][12]
  - Antonio Maria Barelli (* um 1660 in Ponna Inferiore; † nach 1700 in Deutschland ?), Stuckateur[13]
  - Antonio Bernardo Maria Barelli (* 19. Dezember 1698 in Ponna Inferiore; † um 1750 in Piemont ?), Stuckateur im Piemont[14][15]
  - Giuseppe Antonio Barelli (* um 1720 in Ponna Inferiore; † nach 1760 in Bra (Piemont) ?), Altarbilder in der Stadt Bra, Provinz Cuneo, fertigte er einen Altar in der von Gian Lorenzo Bernini entworfenen Pfarrkirche Sant’Andrea[16][17]
  - Gallo Barelli (* 1734 in Ponna; † nach 1773 ebenda), Maler an der Kirche San Gallo in Ponna[18]
  - Pietro Giacomo Barelli (* 1734 in Ponna; † nach 1773 ebenda), Baumeister schuf an der Kirche San Gallo in Ponna[19]
  - Paolo Barelli (* um 1750 in Ponna; † nach 1773 ebenda), Restaurator schuf an der Kirche San Gallo in Ponna[20]
  - Nicolò Barella (* um 1760 in Ponna; † nach 1780 ebenda ?), Stuckateur in Finale Ligure[21]
  - Bernardino Barelli (* 1762 in Ponna; † 1838 ebenda), Maler schuf an der Kirche San Gallo in Ponna und in der Kirche San Sisinio in Argegno[22]

- Giovanni Domenico Piana (* 1708 in Ponna; † 9. Februar 1769 in Persano, Fraktion der Gemeinde Serre), Militäringenieur. Er war am Gericht von Karl III. (Spanien) und Ferdinand I. (Sizilien), erbaute 1752 die Casina, ein königliches Jagdhaus in den Wäldern von Persano[23] bei Paestum.[24]